# Mária Pekliová
Mária Pekliová, (* 12. červen 1972 Baja, Maďarsko) je bývalá reprezentantka Maďarska a od roku 1997 Austrálie v judu. Je držitelkou bronzové olympijské medaile.

## Sportovní kariéra
S judem začala v Baja ve 13 letech a až do roku 1996 spolupracovala s několika trenéry — Andrási, Gyuró, Kovács. Po nevydařeném vystoupení na olympijských hrách v Atlantě v roce 1996 odjela za svým přítelem, maďarským emigrantem a judistou Gáborem Szabó do Austrálie. S manželstvím s ním obdržela australské občanství a tím si prakticky zajistila bezproblémovou kvalifikaci na olympijské hry.
V roce 2000 jako reprezentantka Austrálie startovala před domácím publikem na olympijských hrách v Sydney. V prvním kole se sice zranila, ale nakonec dokázala vybojovat bronzovou olympijskou medaili. V roce 2004 po nevydařené obhajobě na olympijských hrách v Athénách následoval rozvod a nový vztah s Danielem Kellym.
V roce 2006 se jí narodil syn, který však trpěl nevyléčitelnou nemocí. I přes tyto rodinné starosti se dokázala velmi dobře připravit na olympijské hry v Pekingu v roce 2008. Sahala po bronzové medaili, ale nakonec obsadila 5. místo.

## Výsledky
| Turnaj              | Maďarsko   | Maďarsko   | Maďarsko   | Maďarsko   | Maďarsko   | Maďarsko   | Maďarsko   | Maďarsko   | Austrálie  | Austrálie  | Austrálie  | Austrálie  | Austrálie  | Austrálie  | Austrálie  | Austrálie  | Austrálie  | Austrálie  | Austrálie  | Austrálie  |
| Turnaj              | 1989       | 1990       | 1991       | 1992       | 1993       | 1994       | 1995       | 1996       | 1997       | 1998       | 1999       | 2000       | 2001       | 2002       | 2003       | 2004       | 2005       | 2006       | 2007       | 2008       |
| Turnaj              | 17         | 18         | 19         | 20         | 21         | 22         | 23         | 24         | 25         | 26         | 27         | 28         | 29         | 30         | 31         | 32         | 33         | 34         | 35         | 36         |
| Turnaj              | lehká váha | lehká váha | lehká váha | lehká váha | lehká váha | lehká váha | lehká váha | lehká váha | lehká váha | lehká váha | lehká váha | lehká váha | lehká váha | lehká váha | lehká váha | lehká váha | lehká váha | lehká váha | lehká váha | lehká váha |
| ------------------- | ---------- | ---------- | ---------- | ---------- | ---------- | ---------- | ---------- | ---------- | ---------- | ---------- | ---------- | ---------- | ---------- | ---------- | ---------- | ---------- | ---------- | ---------- | ---------- | ---------- |
| Olympijské hry      |            |            |            | úč.        |            |            |            | úč.        |            |            |            | 3.         |            |            |            | úč.        |            |            |            | 5.         |
| Mistrovství světa   | —          |            | úč.        |            | 5.         |            | úč.        |            | —          |            | —          |            | úč.        |            | 5.         |            | —          |            | —          |            |
| Mistrovství Evropy  | —          | —          | —          | úč.        | úč.        | úč.        | 7.         | 2.         | x          | x          | x          | x          | x          | x          | x          | x          | x          | x          | x          | x          |
| Pacifické hry       |            |            | x          |            |            |            | x          |            |            |            | —          |            |            |            | 1.         |            |            |            | —          |            |
| Mistrovství Oceánie |            | x          |            | x          |            | x          |            | x          |            | —          |            | 1.         |            | 1.         |            | 1.         |            | —          |            | 1.         |
| MS juniorů          |            | úč.        |            |            |            |            |            |            |            |            |            |            |            |            |            |            |            |            |            |            |
| ME juniorů          | 2.         | úč.        |            |            |            |            |            |            |            |            |            |            |            |            |            |            |            |            |            |            |